# Fury (Automarke)
Fury war eine brasilianische Automarke.

## Markengeschichte
Ein Unternehmen aus Rio de Janeiro stellte ab 1984 Automobile her. Der Markenname lautete Fury. 1986 endete die Produktion.

## Fahrzeuge
Das einzige Modell war ein VW-Buggy. Ein Fahrgestell von Volkswagen do Brasil mit Heckmotor bildete die Basis. Die offene türlose Karosserie bestand aus Fiberglas. Hinter den vorderen Sitzen war eine Überrollvorrichtung. Auffallend waren die eckigen Scheinwerfer, die in die Fahrzeugfront integriert waren.